# Bos Khnaor
Bos Khnaor es una comuna (khum) del distrito de Chamkar Leu, en la provincia de Kompung Cham, Camboya. En marzo de 2008 tenía una población estimada de 20 326 habitantes.
Se encuentra ubicada en la llanura camboyana, a escasa distancia del río Mekong y al sureste del lago Sap (Tonlé Sap).